# Pseudopentameris macrantha
Pseudopentameris macrantha är en gräsart som först beskrevs av Heinrich Adolph Schrader, och fick sitt nu gällande namn av Hans Joachim Conert. Pseudopentameris macrantha ingår i släktet Pseudopentameris och familjen gräs. Inga underarter finns listade i Catalogue of Life.